# Карачуны (Кривой Рог)
Карачуны — исторический район, жилой массив юго-западнее исторического центра города Кривой Рог в Центрально-Городском районе города.

## История
Возник во 2-й половине XIX века, как деревня на левом берегу реки Ингулец.
В 1884 году насчитывалось до 15 дворов, проживало до 120 человек.
Развитие началось в 1930-х годах.
Заложен парк имени Павлова (ныне Карачуновский), формировались улицы. Массовая застройка началась в 1950-х годах. Толчок к развитию оказал турбинный завод «Восход».
В 1970—1980-х годах возникло 2 современных жилмассива.

## Характеристика
Действуют две школы, Дворец культуры, торговая сеть. Площадь 10 тысяч гектаров. Имеет 48 улиц, где проживает 4489 человек. Название происходит от Карачуновского водохранилища.
Расположены заводы судоремонтных, буровых станков, стадион.